# 本野一郎

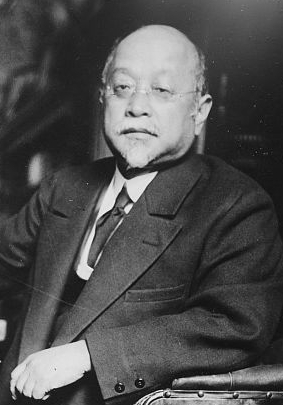
本野一郎

本野 一郎（日文:もとの いちろう、1862年3月23日（文久2年2月23日） - 1918年（大正7年）9月17日）是明治和大正年間的政治家與外交家。

## 人物簡介
生於肥前國佐賀縣。父親是日本讀賣新聞的建立者本野盛亨。弟弟是早稻田大學的化學系教授本野英吉郎。
- 1905年3月1日在奉天會戰時擔任過駐法國的大使。
- 1906年擔任俄羅斯大使。日俄戰爭結束後與俄國締結不平等條約。
- 1907年9月14日政府頒發勳一等旭日大綬章給本野一郎。
- 1908年5月再次擔任日本駐俄羅斯大使。
- 1916年
  - 7月14日被封為子爵。
  - 10月9日新首相寺内正毅就任。
- 1918年9月16日授予勲一等旭日桐花大綬章受章。